# Ерл Стенли Гарднер
Ерл Стенли Гарднер (енгл. Erle Stanley Gardner; Молден, 17. јул 1889 — Темекјула, 11. март 1970) амерички је адвокат и аутор. Познат је по серијалу криминалистичких прича о Перију Мејсону, али је написао и бројне друге романе и кратка дела, као и серијал публицистичких књига, углавном нарације о својим путовањима кроз Доњу Калифорнију и друге регионе Мексика. Најпродаванији је амерички књижевник током 20. века.

## Биографија
Рођен је у Молдену, у породици Грејс Аделме и Чарлса Волтера Гарднера. Године 1909. завршио је средњу школу у Пало Алту, а потом уписао универзитет у Валпарејсу. Суспендован је након отприлике месец дана када му је интересовање за бокс постало сметња. Вратио се у Калифорнију, где је сам наставио са правним образовањем и 1911. године положио правосудни испит у држави Калифорнија.